# Sibelis Veranes
Sibelis Veranes, née le 5 février 1974 à Santiago de Cuba, est une judokate cubaine. Elle est notamment sacrée championne olympique en moins de 70 kg en 2000 à Sydney.

## Palmarès
| Année | Compétition                | Lieu           | Résultat | Catégorie      |
| ----- | -------------------------- | -------------- | -------- | -------------- |
| 1996  | Championnats panaméricains | San Juan       | 1re      | Moins de 66 kg |
| 1997  | Championnats panaméricains | Guadalajara    | 1re      | Moins de 66 kg |
| 1998  | Championnats panaméricains | Saint-Domingue | 1re      | Moins de 70 kg |
| 1999  | Jeux panaméricains         | Winnipeg       | 1re      | Moins de 70 kg |
| 1999  | Championnats du monde      | Birmingham     | 1re      | Moins de 70 kg |
| 2000  | Jeux olympiques            | Sydney         | 1re      | Moins de 70 kg |
| 2002  | Championnats panaméricains | Saint-Domingue | 1re      | Moins de 70 kg |